# شارون لاوس
شارون لاوس (بالإنجليزية: Sharon Laws) (و. 1974 – 2017 م) هي دراجة بريطانية، ولدت في نيروبي، شاركت في الألعاب الأولمبية الصيفية 2008، ودورة ألعاب الكومنولث 2010، توفيت عن عمر يناهز 43 عاماً، بسبب سرطان عنق الرحم.

## التعليم
تعلمت في جامعة نوتنغهام
.

## روابط خارجية
- شارون لاوس على موقع الاتحاد الدولي للدراجات (الإنجليزية)
- شارون لاوس على موقع أرشيف الدراجات (الإنجليزية)
- شارون لاوس على موقع إحصائيات الدراجات الإحترافية (الإنجليزية)
- شارون لاوس على موقع نسبة الدراجات (الإنجليزية)
- شارون لاوس على موقع CyclingDatabase.com (مؤرشف) (الإنجليزية)
- شارون لاوس على موقع اللجنة الأولمبية الدولية (الإنجليزية)
- شارون لاوس على موقع أوليمبيديا (الإنجليزية)
- شارون لاوس على موقع اللجنة الأولمبية البريطانية (الإنجليزية)
- شارون لاوس على موقع اتحاد ألعاب الكومنولث (مؤرشف) (الإنجليزية)